# 静岡農政事務所
静岡農政事務所（しずおかのうせいじむしょ）は、農林水産省の地方支分部局である関東農政局の出先機関だった。
2011年9月1日施行の「農林水産省設置法の一部を改正する法律」によって廃止された。

## 組織
- 静岡地域センター（静岡市葵区東草深町）
  - 沼津支所（沼津市市場町 沼津合同庁舎）
- 浜松地域センター（浜松市中区神田町字中北川）

## 管内事務所
- 西関東土地改良調査管理事務所（菊川市加茂）
  - 西関東土地改良調査管理事務所
- 大井川用水農業水利事業所（島田市中央町）
  - 大井川用水農業水利事業所